# Kurt Niedermayer
Kurt Niedermayer (* 25. November 1955 in Reilingen) ist ein ehemaliger deutscher Fußballspieler.

## Sportliche Laufbahn

### Vereinskarriere
Der aus Reilingen im Rhein-Neckar-Kreis stammende Niedermayer gelangte über seinen Heimatverein SC Reilingen, bei dem er 1965 mit dem Fußball begann, im Jahr 1971 in die Jugendabteilung des Karlsruher SC, in der er bis 1974 aktiv war. In der Saison 1973/74 wirkte das Talent in der damals zweitklassigen Regionalliga in drei Partien erstmals im Männerfußball mit.
Der Jugendnationalspieler erhielt zur Saison 1974/75 bei den Profis einen Lizenzspielervertrag für die 2. Bundesliga Süd. In den 16 Spielen, die er bestritt, erzielte er auch zwei Tore. Seinen Einstand gab er am 14. Dezember 1974 (19. Spieltag) bei der 0:5-Niederlage bei Röchling Völklingen, als er in der 20. Minute für Ewald Kling eingewechselt wurde. Sein erstes Tor erzielte er am 25. Januar 1975 (21. Spieltag) beim 2:1-Auswärtssieg über Wormatia Worms – es war der Siegtreffer in der 83. Minute. Es folgten zwei weitere Spielzeiten – bedingt durch den Aufstieg – nun in der Bundesliga, ehe er zur Saison 1977/78 zum FC Bayern München wechselte – der KSC stieg als Tabellen-16. ab.
Für die Bayern absolvierte er fünf Spielzeiten und gewann drei Titel. Sein letzter Verein – ebenfalls ein Bundesligist – war von 1982 bis 1985 der VfB Stuttgart. Der Meistertitel 1984 mit dem VfB unter Trainer Helmut Benthaus war eine Millimeterentscheidung: Erstmals in der Bundesligageschichte wiesen die ersten drei Vereine der Tabelle dieselbe Punktzahl auf (der Vierte, der FC Bayern München, folgte mit einem Punkt Abstand). Trotz der 0:1-Heimniederlage gegen den Hamburger SV am letzten Spieltag gab die bessere Tordifferenz den Ausschlag zugunsten des VfB.
Nach drei Spielzeiten für den VfB Stuttgart und damit insgesamt 232 Bundesligamatches wechselte Niedermayer in die Schweiz zum Zweitligisten FC Locarno. Dort trug er 1985/86 zum Aufstieg in die Nationalliga A bei. Trotz des Abstiegs im Folgejahr blieb er in Locarno und kehrte erst 1989 nach Deutschland zurück, wo er fortan beim südbadischen Verbandsligisten SC Pfullendorf spielte. Nach dem Aufstieg in die Oberliga Baden-Württemberg 1990 setzte er sich selbst als Spielertrainer in 50 Drittligaspielen ein, bis zum Ende seiner aktiven Laufbahn 1992 erzielte er dabei sechs Tore.

### Auswahleinsätze
Niedermayer spielte im Herbst 1972 fünfmal in Serie für die DFB-Juniorennationalelf auf einer Nordeuropatournee. Seine beiden Toren in dieser Auswahl erzielte er in seinem Debüt am 12. September 1972 in Rovaniemi beim 2:1-Erfolg über Finnland und bei seinem Abschied am 23. September in Kopenhagen bei der 1:2-Niederlage gegen Dänemark.
Für die B-Nationalmannschaft kam er dreimal zum Einsatz – erstmals am 16. Oktober 1979 in Koblenz beim 9:0-Sieg über die A-Nationalmannschaft Luxemburgs und letztmals am 9. September 1980 in Luzern bei der 0:2-Niederlage gegen die Schweiz. Am 11. Oktober 1980 spielte der Abwehrspieler sein einziges A-Länderspiel. In Eindhoven trennte sich die DFB-Elf 1:1 von den Niederlanden. Er nahm an der Mundialito zur Jahreswende 1980/81 teil, kam aber nicht zum Einsatz.

### Erfolge
- Finalist im Europapokal der Landesmeister 1982 (am 26. Mai Aston Villa mit 1:2 unterlegen)
- Deutscher Meister 1980, 1981 mit dem FC Bayern München, 1984 mit dem VfB Stuttgart
- DFB-Pokal-Sieger 1982 mit dem FC Bayern München
- Meister der Nationalliga B 1986 mit dem FC Locarno

## Trainerlaufbahn
Nach seiner Spielerlaufbahn übernahm er das Traineramt beim SC Pfullendorf und von 1992 bis 2000 beim Wacker Burghausen. Burghausen führte er innerhalb von drei Jahren aus der Landesliga Bayern in die Regionalliga Süd. Bis zum Sommer 2012 trainierte er die U-19-Junioren des FC Bayern München.

## Trivia
Am 1. Oktober 1983 schoss er mit seinem 2:0-Treffer für den VfB Stuttgart in der 62. Minute des Spiels gegen den 1. FC Köln (Endstand 3:2) das 20000. Tor der Bundesligageschichte. Der geschlagene Torhüter war Toni Schumacher.